# Stefan Komorowski
Stefan Aleksander Komorowski herbu Korczak (zm. przed 9 maja 1750 roku) – major artylerii koronnej, stolnik bełski w 1732 roku, poseł województwa bełskiego na sejm 1748 roku, poseł na sejm zwyczajny pacyfikacyjny 1735 roku z województwa bełskiego.